# Crematogaster alulai
Crematogaster alulai es una especie de hormiga acróbata del género Crematogaster, categorizada en la tribu Crematogastrini, de la subfamilia Myrmicinae.
Fue descrita por Carlo Emery en 1901. Aparece registrada y publicada en una sección de Spicilegio mirmecologico. Bullettino Della Società Entomologica Italiana, 33. p. 57–63 de 1901.

## Distribución
Se distribuye por África, en Yibuti, Eritrea y Etiopía.